# Hugoton, Kansas
Hugoton là một thành phố thuộc quận Stevens, tiểu bang Kansas, Hoa Kỳ. Năm 2010, dân số của xã này là 3904 người.

## Dân số
Dân số các năm:
- Năm 2000: 3708 người
- Năm 2010: 3904 người